# Richard Koch (Musiker)
Richard „Ritsche“ Koch (* 1979 in Tulln an der Donau) ist ein österreichischer Jazztrompeter.

## Wirken
Koch studierte zunächst am Konservatorium der Stadt Wien (heute Musik und Kunst Privatuniversität der Stadt Wien), später an der Hochschule für Musik und Darstellende Kunst Stuttgart und ab dem Jahr 2000 an der Hochschule der Künste in Berlin.
Seit 1997 ist er auf dem Gebiet der Jazz- und Improvisationsmusik aktiv. Er arbeitete mit Musikern wie Hermeto Pascoal, Frank Gratkowski, Ingrid Laubrock, Satoko Fujii, dem Andromeda Mega Express Orchestra, Peter Fox (Stadtaffe, Live aus Berlin), den Beatsteaks und Nils Frahm zusammen. Mit dem Bassisten und Komponisten Christian Weber bildete er das Duo Space Madness, das zwei CDs veröffentlichte.
Weiterhin spielte er in der Band Olaf Ton um den Saxophonisten und Komponisten Benjamin Weidekamp und in Animate Repose von Tilo Weber. Er gründete ein eigenes Quartett mit Michael Hornek, Andreas Lang und Andi Haberl. Er spielte Konzerte und Festivals in Europa, Südamerika, Asien und Afrika. Zu hören ist er u. a. auch auf Sven-Åke Johanssons Album Das Marschorchester (2017) und auf Peter Ehwalds Album Septuor de grand matin (2019).
Koch bewegt sich in einer Vielzahl von Genres und Ausdrucksformen. Dies führte zu Projekten, die Musik mit anderen Kunstformen (Tanz, Bildende Kunst, Sprache) verschmelzen. Seit 1998 arbeitet er mit dem Sprechkünstler Christian Reiner zusammen und wirkt an Theater- und Hörspielproduktionen mit. Im Projekt Ritsche, Zast & Marien bringen Koch, der Künstler ZAST und Christian Marien Musik und Malerei zusammen auf die Bühne und zeigen verschiedene Wege der Kommunikation dieser beiden Kunstformen. Weiterhin spielte er mit Seeed auf deren Album Next! (Warner Music Group 2005).

## Diskografie (Auswahl)
- 2003: Olaf Ton – Olaf Ton (Leo Records) mit Jérôme Bugnon, Michael Haves, Christian Marien und Benjamin Weidekamp
- 2004: Olaf Ton – Das dunkle Vermächtnis der goldenen Kuh ((2nd Floor Edition) mit Michael Haves, Christian Marien, Matthias Müller und Benjamin Weidekamp[3]
- 2008: Stereo Lisa – Anno Onno Monno (Jazzwerkstatt Berlin-Brandenburg) mit Benjamin Weidekamp, Gebhard Ullmann, Jürgen Kupke, Aki Sebastian Ruhl, Almut Kühne, Ibadet Ramadani, Matthias Müller, Simon Harrer, Michael Haves, Christian Marien)
- 2016: Themroc 3 – Rocthem! (WhyPlayJazz) mit Benjamin Weidenkamp, Michael Griener
- 2020: Stadt, mit Michael Hornek, Andreas Lang, Igor Spallati, Moritz Baumgärtner
- 2022: Fluss (Xjazz), mit Michael Hornek, Matthias Pichler, Moritz Baumgärtner sowie Uli Kempendorff
- 2025: Rays of Light (Fun in the Church), mit Fabiana Striffler, Valentin Butt, Andreas Lang, Nora Thiele[4]